# Alice Horton
Alice Horton (geboren Grayson) is een personage uit de soapserie Days of Our Lives. Alice was er bij in de eerste episode op 8 november 1965 en speelde de rol tot 2007. In 2004 werd haar personage samen met vele andere veteranen uit de serie geschreven, maar dit bleek tijdelijk; uiteindelijk keerde ze terug naar Salem. Door haar hoge leeftijd komt ze slechts sporadisch in beeld, vooral bij speciale gelegenheden. Haar laatste optreden was op 26 december 2007. 
Op 3 januari 2010 overleed actrice Frances Reid. Enkele maanden later overleed Alice in de show, omringt met oude personages die weer terug waren gekomen.

## Personagebeschrijving
Alice is de matriarch van de familie Horton. Ze is geboren en getogen in Salem. Haar vader Sid Grayson was een timmerman. Ze ontmoette Tom Horton op de middelbare school, waar ze verliefd werden. Ze trouwden in 1930. Alice en Tom kregen vijf kinderen: Tommy, Addie, Mickey, Bill en Marie. Tommy was in 1953 overleden in de Koreaanse Oorlog.
In de eerste aflevering van Days of Our Lives in 1965 was Alice bezig met de trouwvoorbereidingen van haar dochter Marie. Ze moest ermee leren leven dat haar kinderen opgegroeid waren en haar niet meer altijd nodig hadden.
In 1967 kwam dokter Mark Brooks naar Salem en hij werd verliefd op Marie. Na een tijdje zagen Tom en Alice gelijkenissen tussen Mark en hun overleden zoon Tommy en na een onderzoek bleek dat Mark inderdaad Tommy was. Hij had plastische chirurgie ondergaan na de oorlog en dat hij was zijn geheugen kwijt. Marie en Tommy verbraken hun relatie en Marie trad in het klooster.
In 1977 werd bij Alice kanker vastgesteld door dokter Walter Griffin. Zoon Bill, die ook dokter was, ontdekte echter dat de diagnose van dokter Griffin verkeerd en te overhaast was. Later dat jaar kreeg haar man Tom een hartaanval waarop hun dochter Marie, die nu een katholieke non was, terugkeerde naar huis om voor haar vader te zorgen. Alice werd jaloers op haar dochter maar kon deze jaloezie uiteindelijk overwinnen.
In 1983 kwam Alice bijna om het leven in het ziekenhuis van Salem door een robotmachine die door Alex Marshall gesaboteerd werd, Alex werkte voor Stefano DiMera.
In 1991 kwam uit dat Alice en Tom niet wettelijk getrouwd waren. Alice was hier overstuur van, maar het kon Tom weinig schelen omdat hij vond dat ze in hun hart wel getrouwd waren. Dit was echter niet voldoende voor Alice en ze eiste dat Tom opnieuw met haar zou trouwen. Op 17 oktober 1991 hertrouwden ze.
Toen Tom in 1994 overleed, was het koppel al meer dan 60 jaar samen. Alice staat bekend als een liefhebbende moeder, grootmoeder en overgrootmoeder. Ze is bekend om haar bakkunsten en haar zelfgemaakte donuts zijn in heel Salem bekend.
In 2003 werden in Salem enkele inwoners vermoord werden, onder wie Alices schoondochter Maggie. Celeste Perrault had een visioen waarin ze zag dat er nog iemand van de familie Horton zou sterven. Alice vroeg aan Celeste of ze de moordenaar kon ontmaskeren, maar ze werden verstoord door Marlena, die Doug Williams aan het rouwen was. In 2004 bezocht Alice het graf van haar overleden echtgenoot en zag daarop de naam Marlena staan. Doug, die door Marlena vermoord werd, had met zijn laatste krachten haar naam op het graf van Tom geschreven met zijn eigen bloed. Marlena ontdekte dit en via bewakingscamera’s zag ze dat Alice nu ook op de hoogte was. Marlena ging naar Alice en confronteerde haar, maar werd toen door de geest van Tom verdreven. Later brak ze in het huis van Alice in, maar aarzelde toch om haar te vermoorden vanwege hun jarenlange vriendschap. Marlena liet Alice stikken in haar eigen donuts, maar wat ze niet wist was dat Alice al naar John Black gebeld had om alles te vertellen. Uiteindelijk werd Marlena opgepakt en levend begraven. In de volgende aflevering ontwaakte Marlena in een plaats die erg veel op Salem leek en zag ze Alice. Die legde haar uit dat ze allemaal niet echt dood waren, maar door Tony DiMera gevangen gehouden werden op een eiland waarop Salem was nagebouwd. Na enkele maanden konden ze alleen ontsnappen en keerden ze terug naar Salem.
Gezien haar hoge leeftijd komt Alice niet meer veel in beeld en is soms maanden niet te zien. Meestal enkel bij gelegenheden zoals Kerstmis en de Brady barbecue op 4 juli.
Op 4 juni 2010 onthulde Maggie aan Hope dat Alice op sterven lag. Oude bekenden waaronder Doug en Julie, keerden weer terug naar Salem om afscheid van haar te nemen. Alice overleed op 23 juni 2010. Op haar begrafenis hield Hope een toespraak aan al haar vrienden en familieleden.